# Berhane Adere
Berhane Adere (Shewa, 21 de julio de 1973) es una atleta etíope, especialista en la prueba de 10000 m, en la que ha logrado ser campeona mundial en 2003.

## Carrera deportiva
En el Mundial de París 2003 ganó la medalla de oro en los 10000 metros, por delante de su compatriota la etíope Werknesh Kidane y de la china Sun Yingjie.
Y en los mundiales de Edmonton 2001 y Helsinki 2005 ganó la medalla de plata en los 10000 m, en la segunda ocasión con un tiempo de 30:25.41 segundos, que fue la mejor marca de la temporada, tras su compatriota Tirunesh Dibaba y por delante de otra etíope Ejegayehu Dibaba.